# VW Passat
VW Passat ist die Bezeichnung für ein Pkw-Modell der Mittelklasse der Marke Volkswagen des gleichnamigen Fahrzeugkonzerns. Bis April 2019 wurden von den ersten acht Modellgenerationen 30 Millionen Passat-Fahrzeuge gefertigt.

## Modellgeschichte

### Einführung

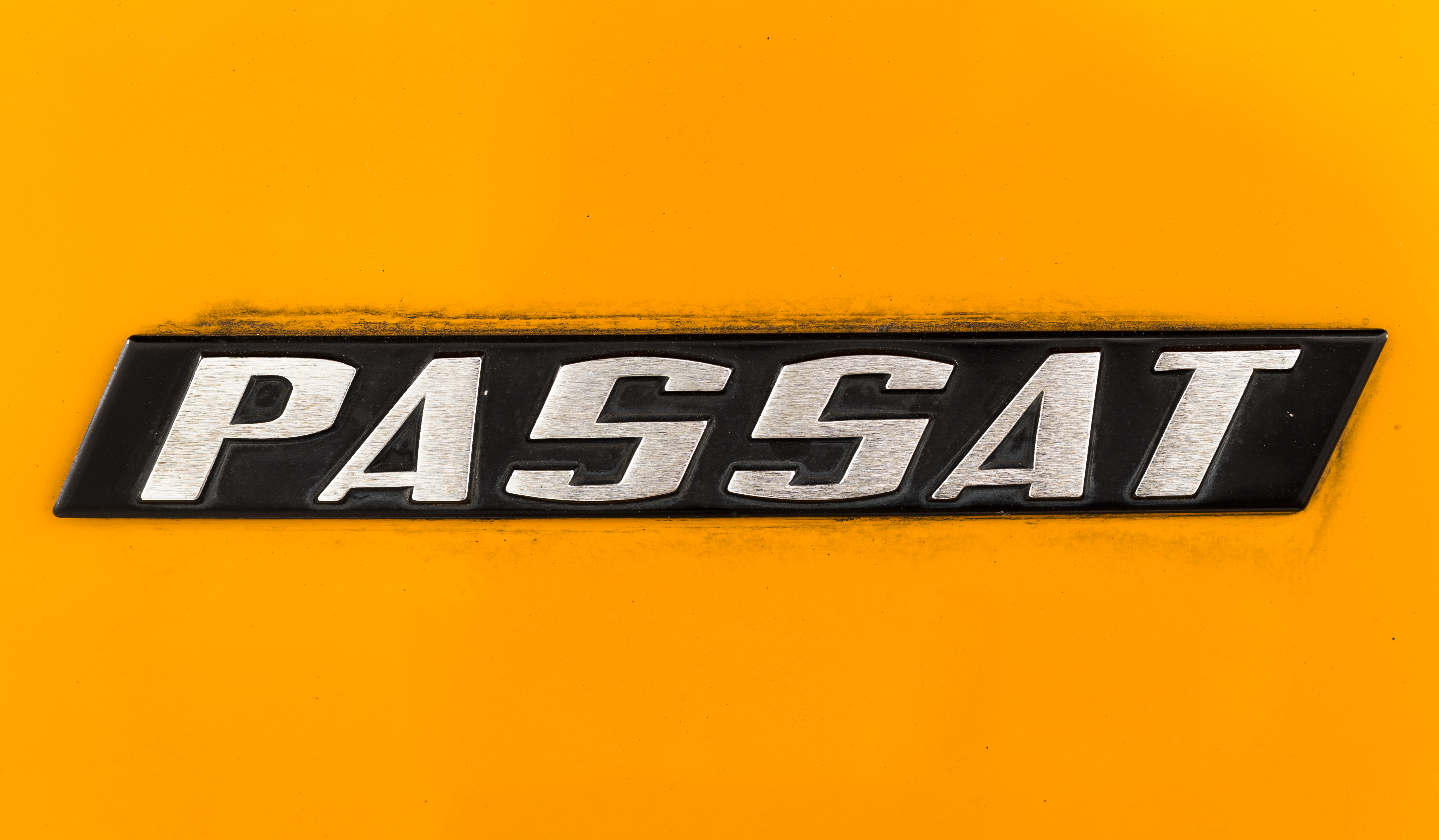
Schriftzug auf einem Passat B1

Giorgetto Giugiaro, der auch den ersten VW Golf in den Grundzügen gestaltete, hatte einen ersten Entwurf für den Passat gezeichnet, der abgelehnt worden war. Darauf folgte sein Entwurf für den Passat B1 auf Basis des 1972 präsentierten Audi 80. Im Frühjahr 1973 wurde das Fließheckmodell vorgestellt. Das Fahrzeug unterscheidet sich auch technisch mit wassergekühlten Motoren und Frontantrieb grundlegend vom Vorgänger VW 1500/1600 mit luftgekühlten Motoren und Heckantrieb. Anfang 1974 folgte die Variant genannte Kombiversion des Passats.
Ursprünglich entstand der Passat als EA (Entwicklungsauftrag) 400 und sollte als „Typ 511“ in den Handel kommen. Gespräche im VW-Werk führten jedoch zu der Überlegung, einen Namen statt einer Nummer zu wählen, sodass sich weitere Beratungen über Typnummern erübrigten. Der Name der Modellreihe in der EU ist den östlichen Passatwinden entlehnt, die am Äquator wegen ihrer Beständigkeit seit Kolumbus und der frühen Neuzeit von Bedeutung für Seefahrt und Flugverkehr sind. Mit den Modellnamen Scirocco, Jetta, Santana und Bora wiederholte Volkswagen diese Art der Namensgebung.

### Baureihen im Überblick

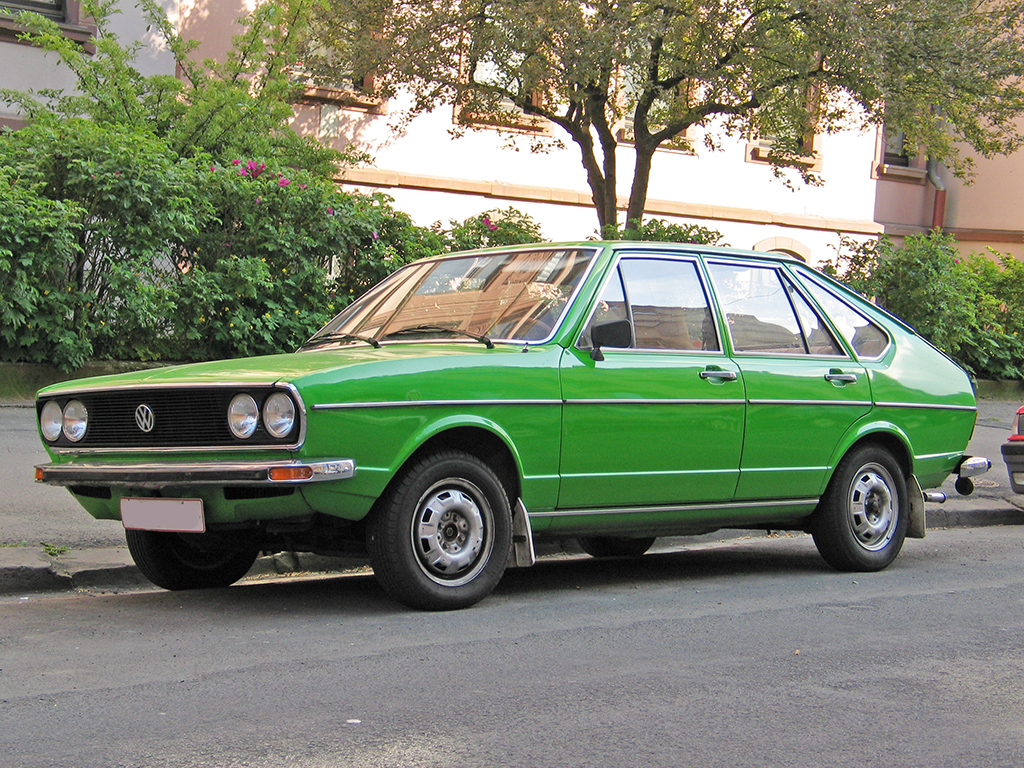
Passat B1 (Typ 32), 1973 bis 1980
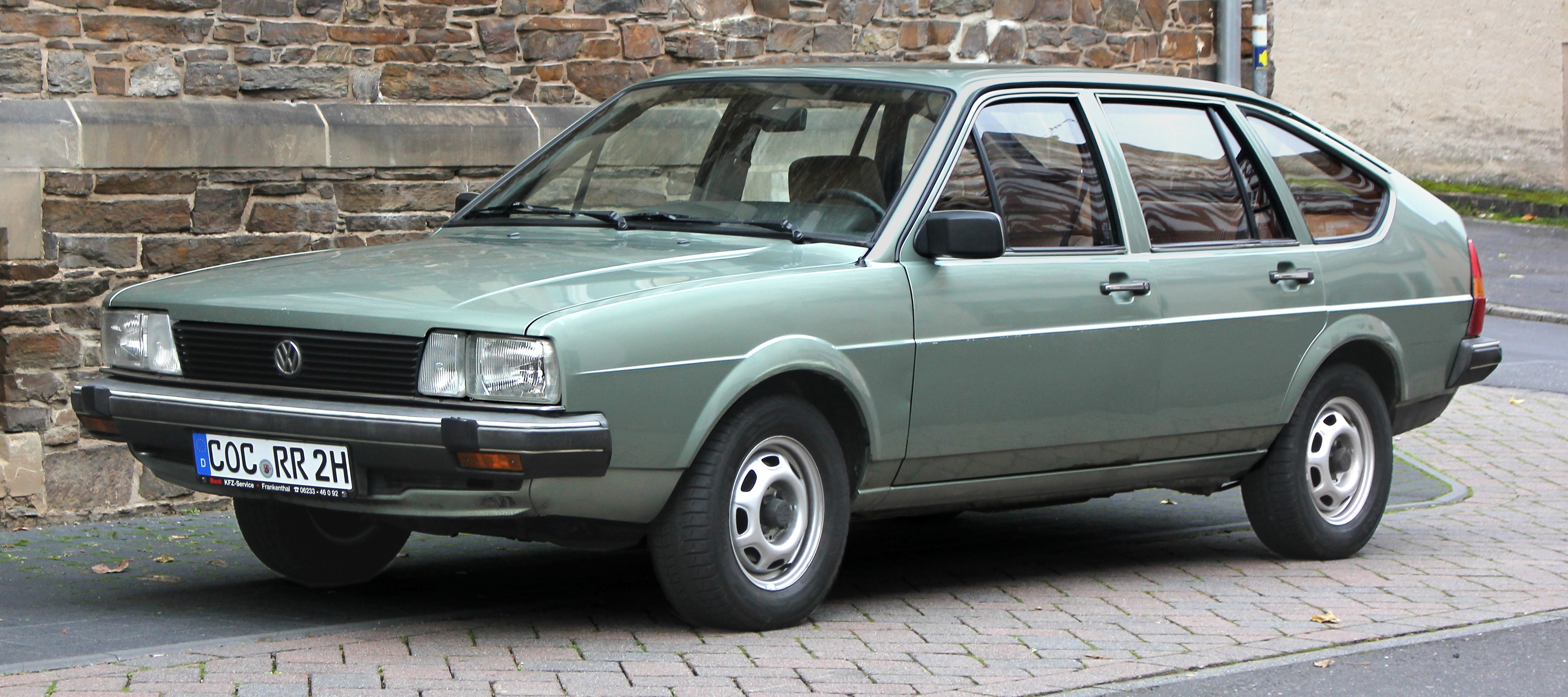
Passat B2 (Typ 32B), 1980 bis 1988
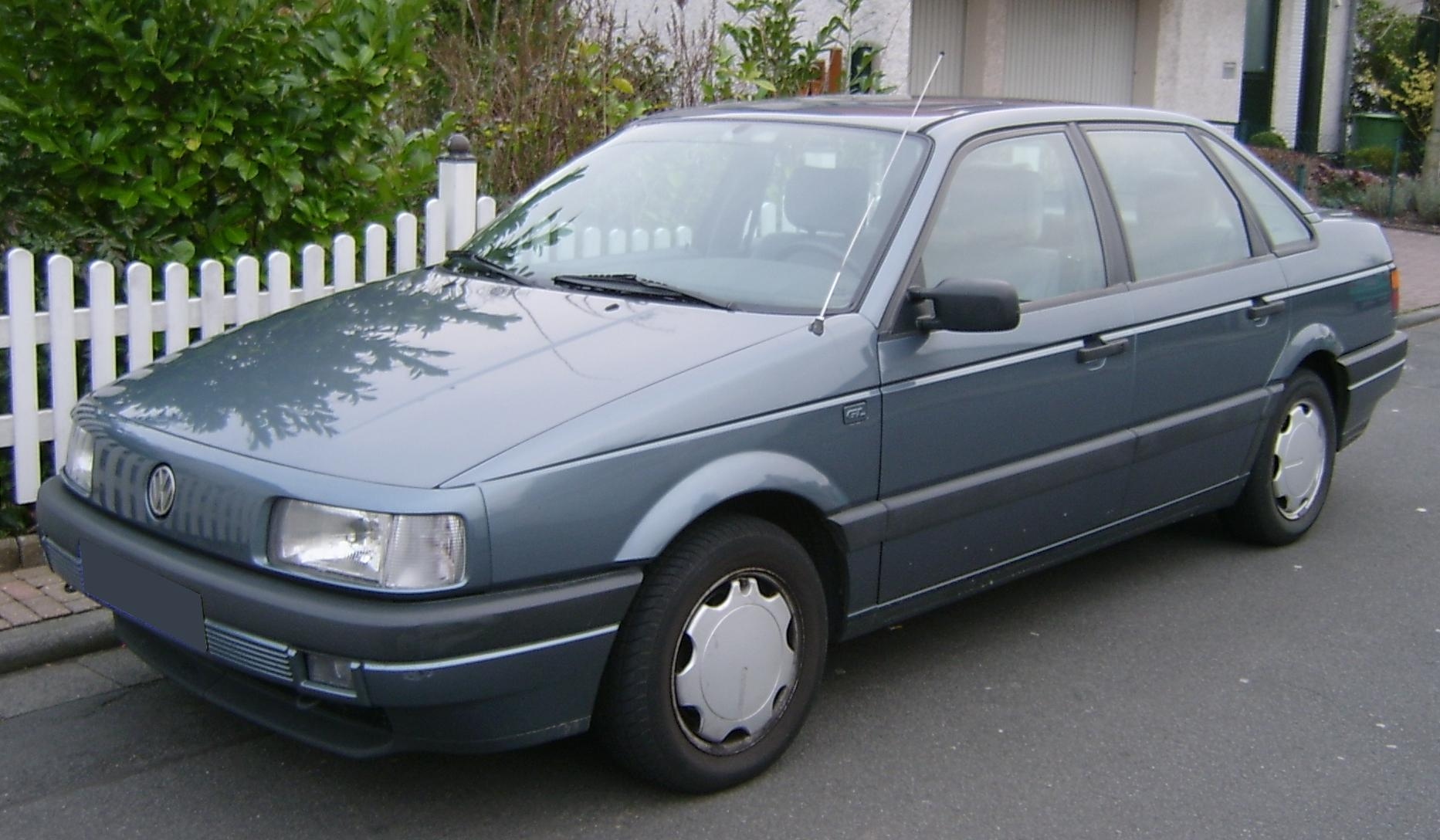
Passat B3 (Typ 35i), 1988 bis 1993
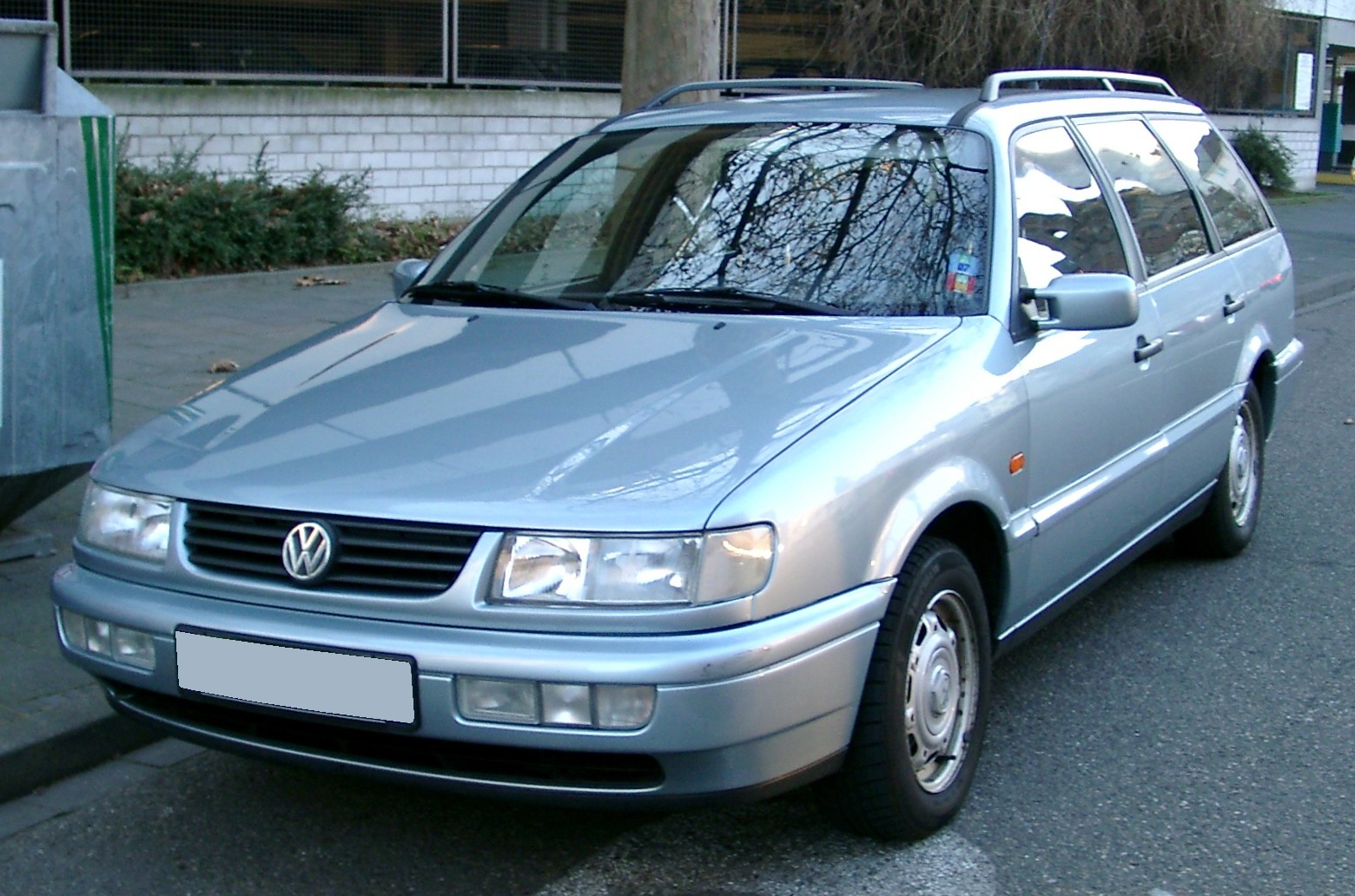
Passat B4 (Typ 3A, werkintern: Typ 35i), 1993 bis 1997
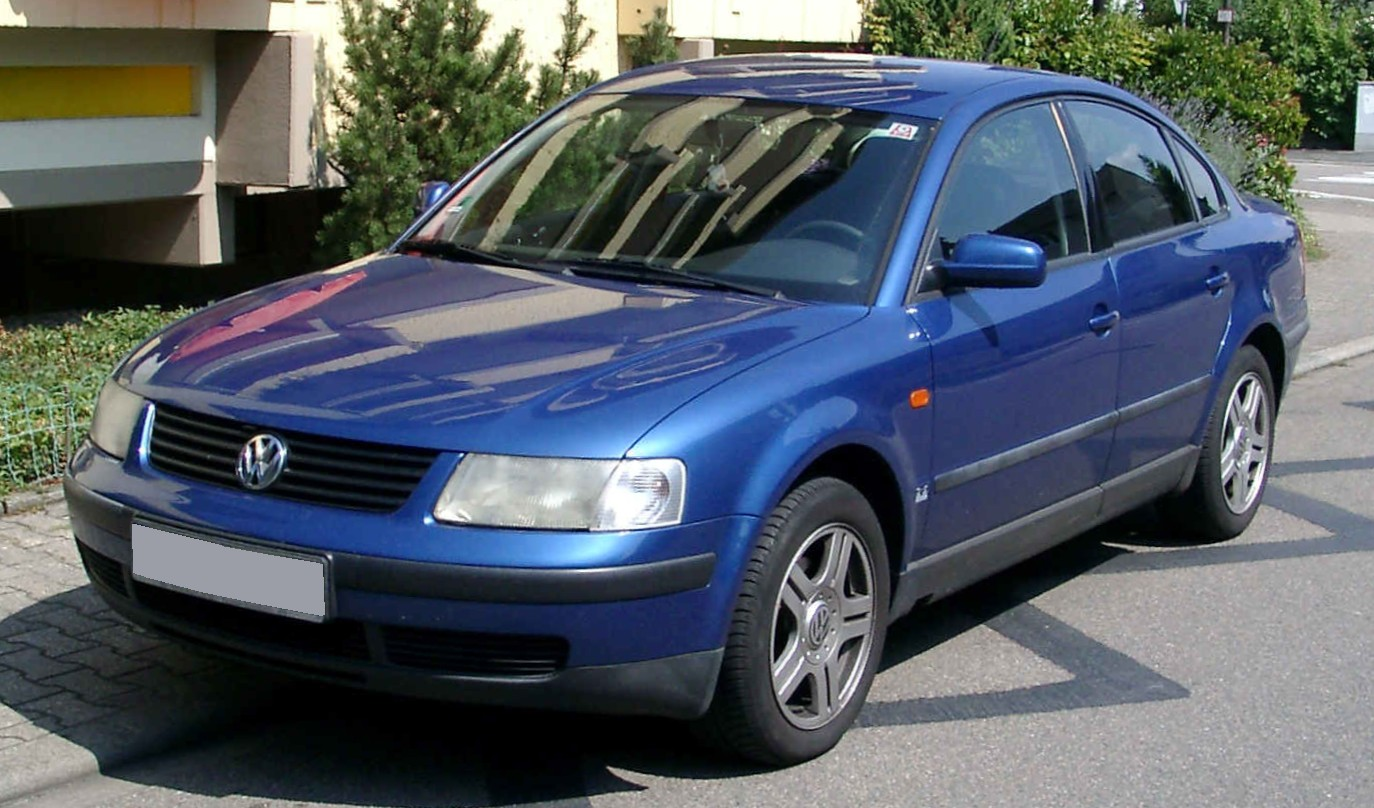
Passat B5 (Typ 3B), 1996 bis 2005
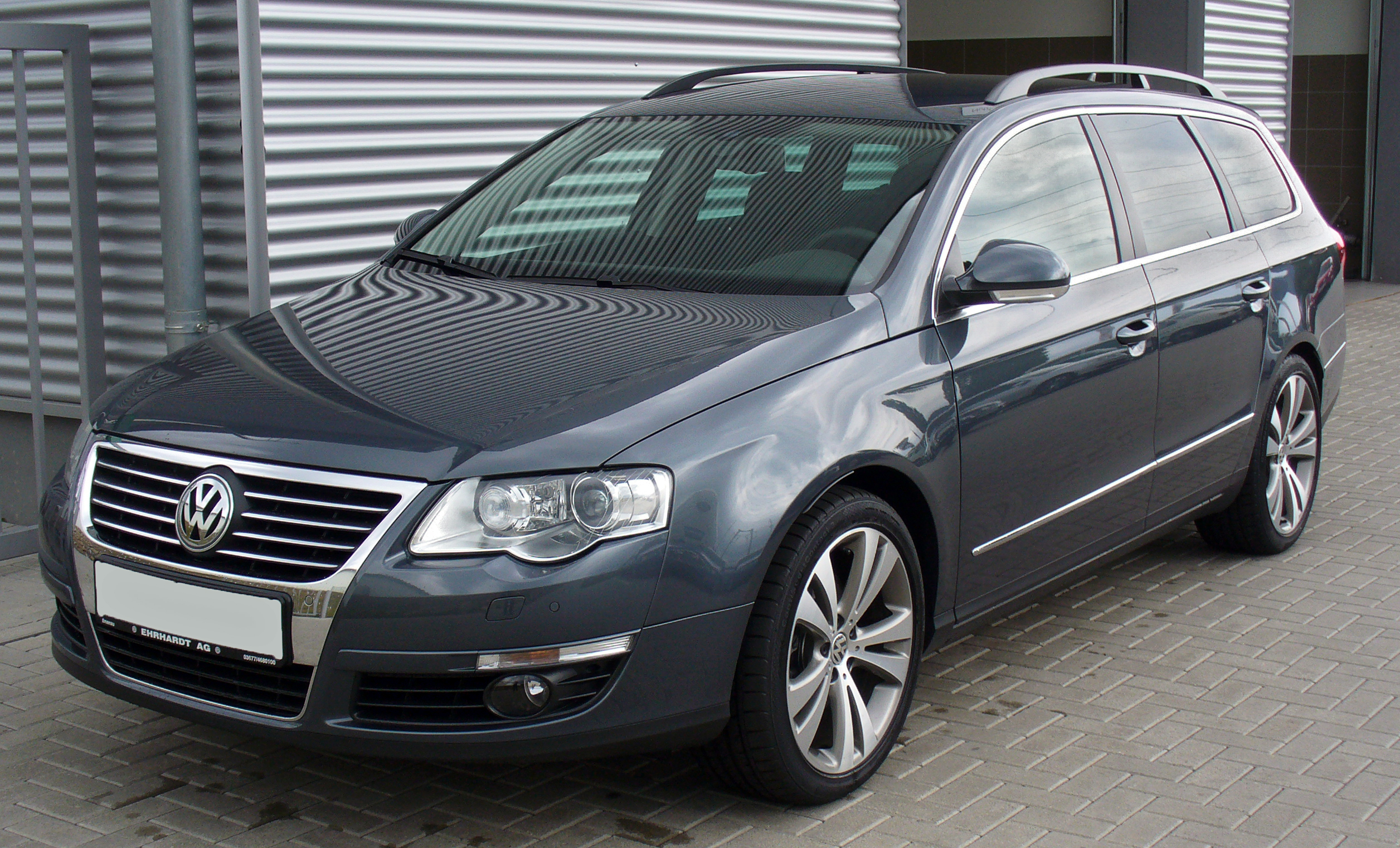
Passat B6 (Typ 3C), 2005 bis 2010
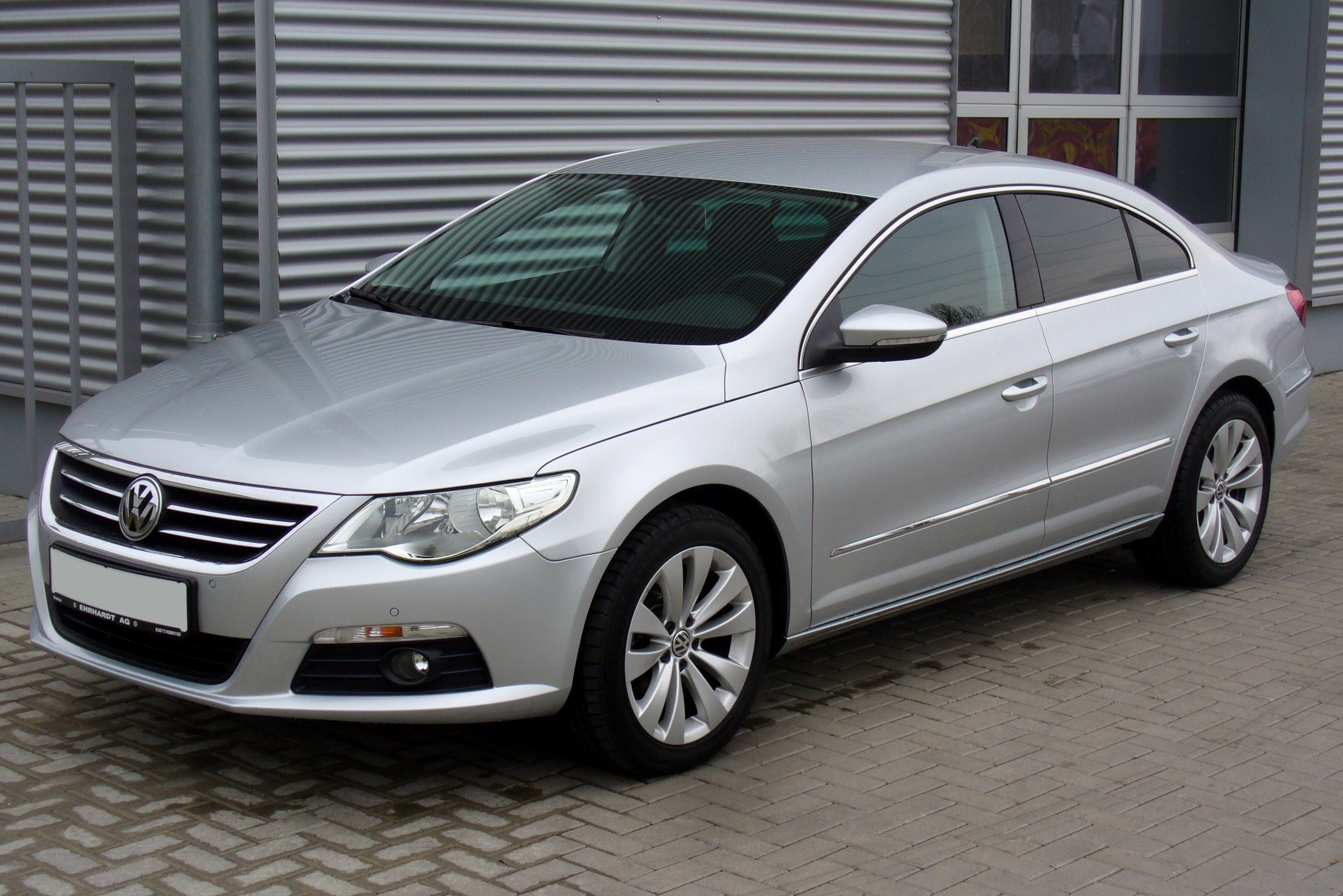
Passat CC (Typ 3C/35), Viertüriges Coupé, 2008 bis 2012, von 2012 bis 2016 als VW CC vermarktet.
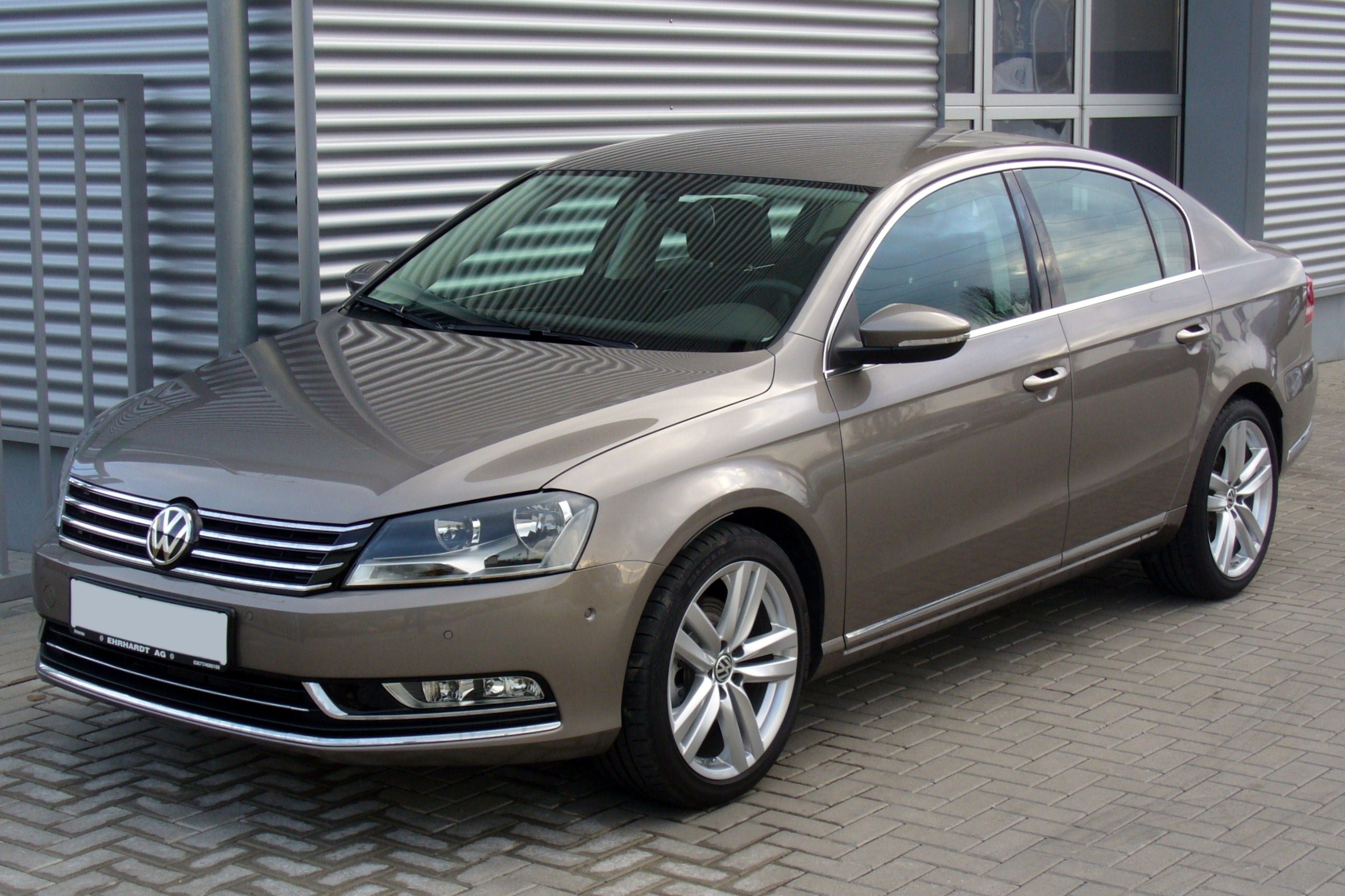
Passat B7 (Typ 3C/36), 2010 bis 2014
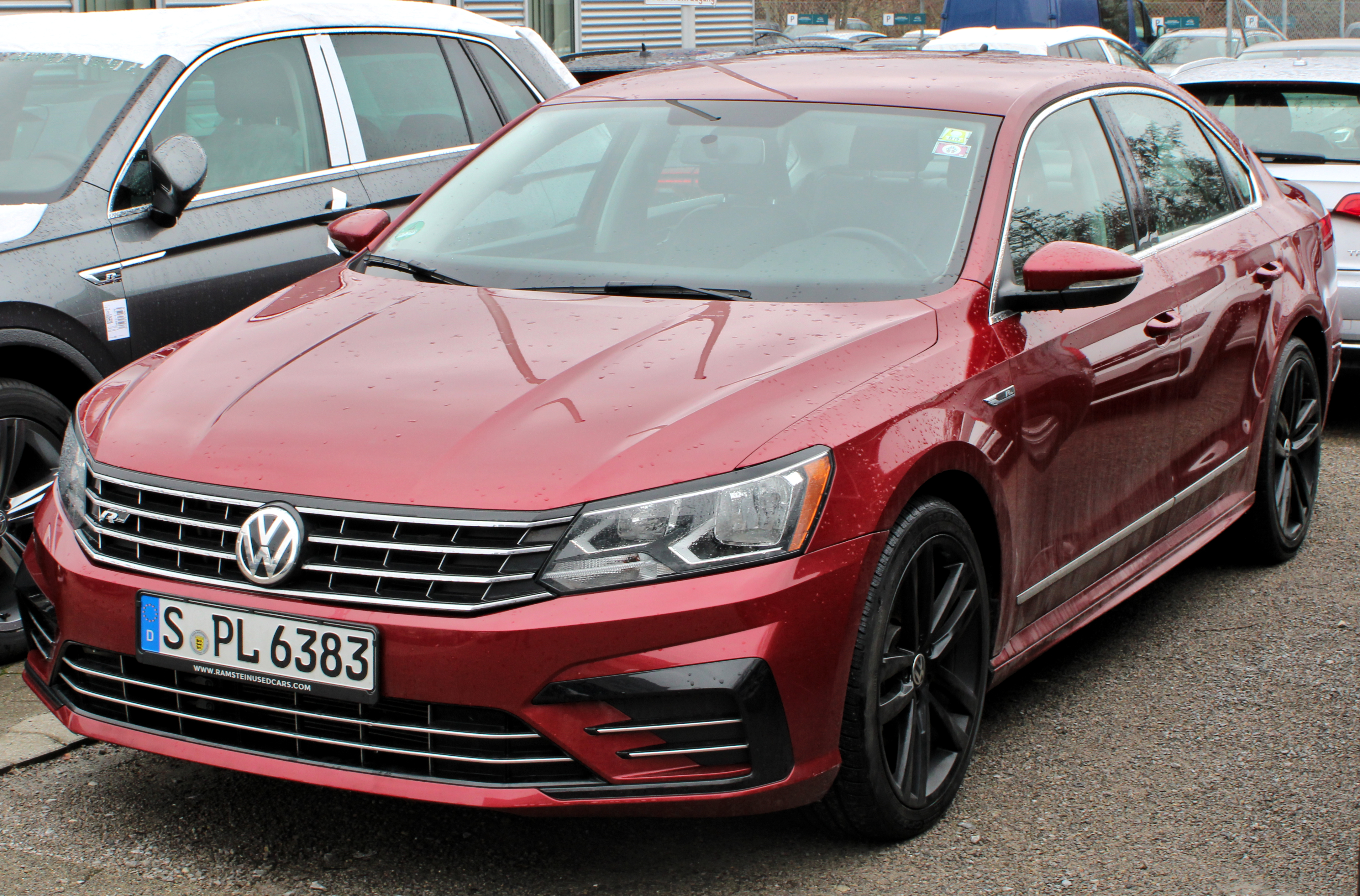
Passat (NMS) (Typ 56), 2011 bis 2019, wurde nicht in Europa angeboten
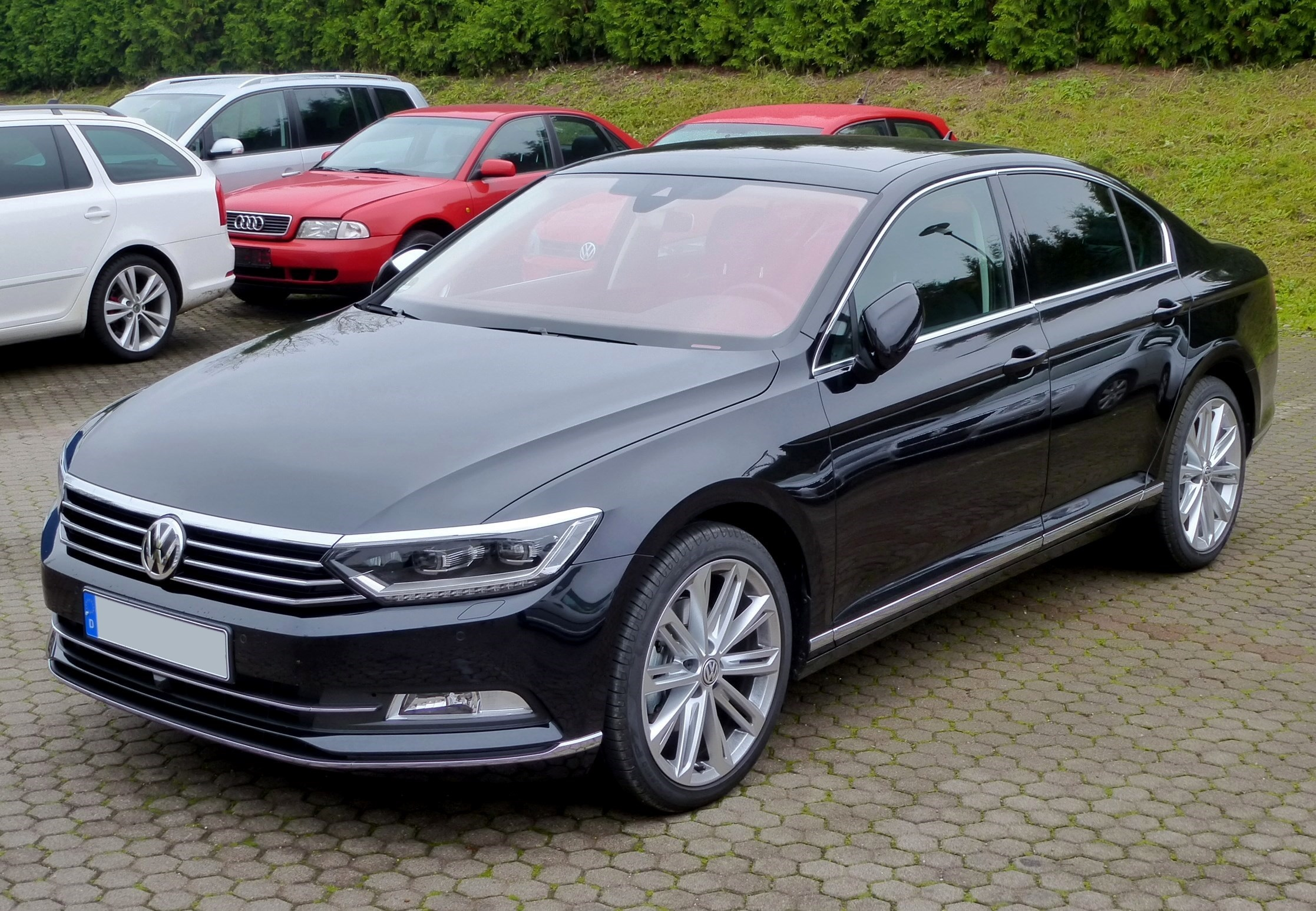
Passat B8 (Typ 3G), 2014 bis 2023
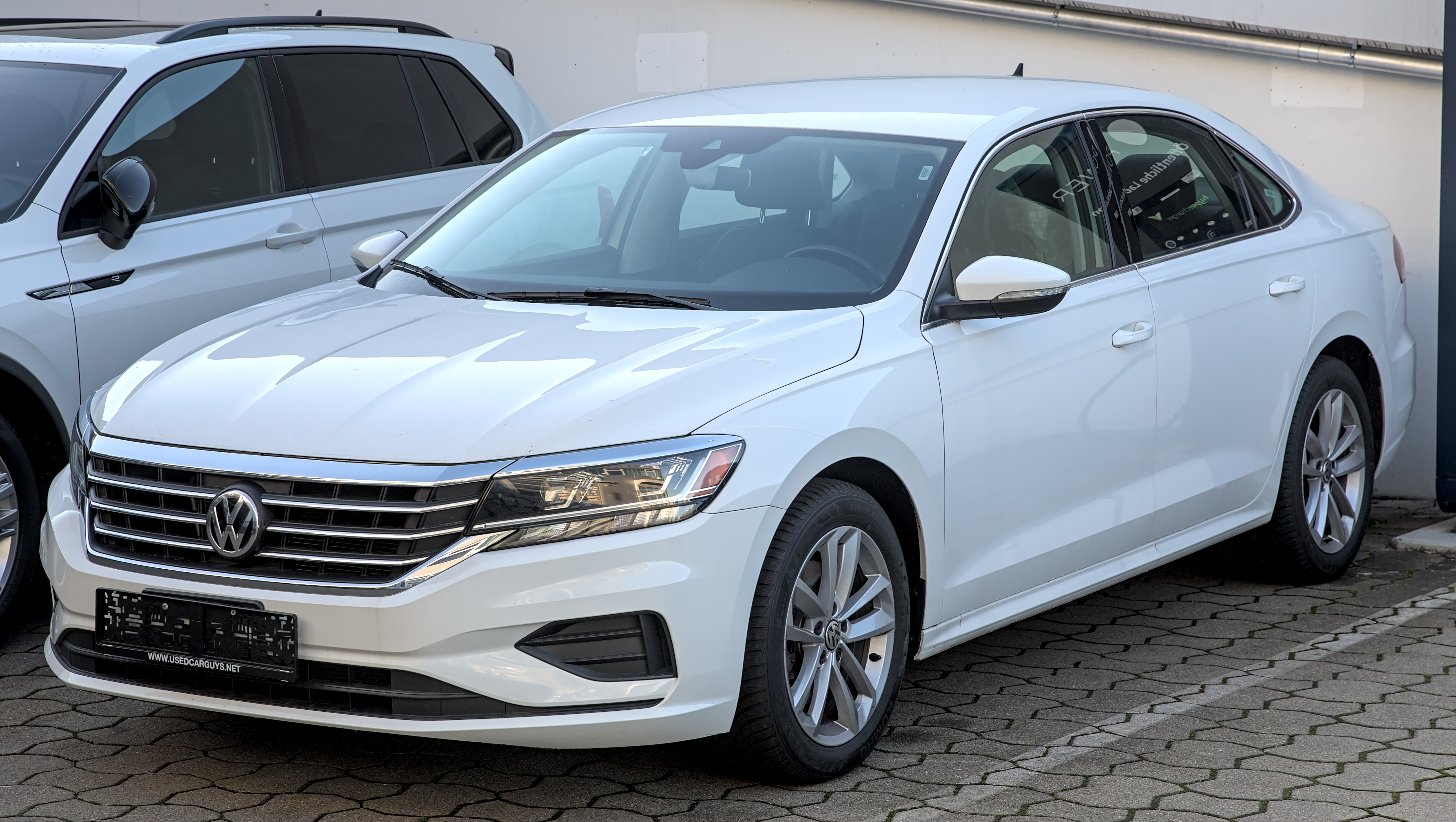
Passat (NMS) zweite Generation, 2018 bis 2024, wurde nicht in Europa angeboten
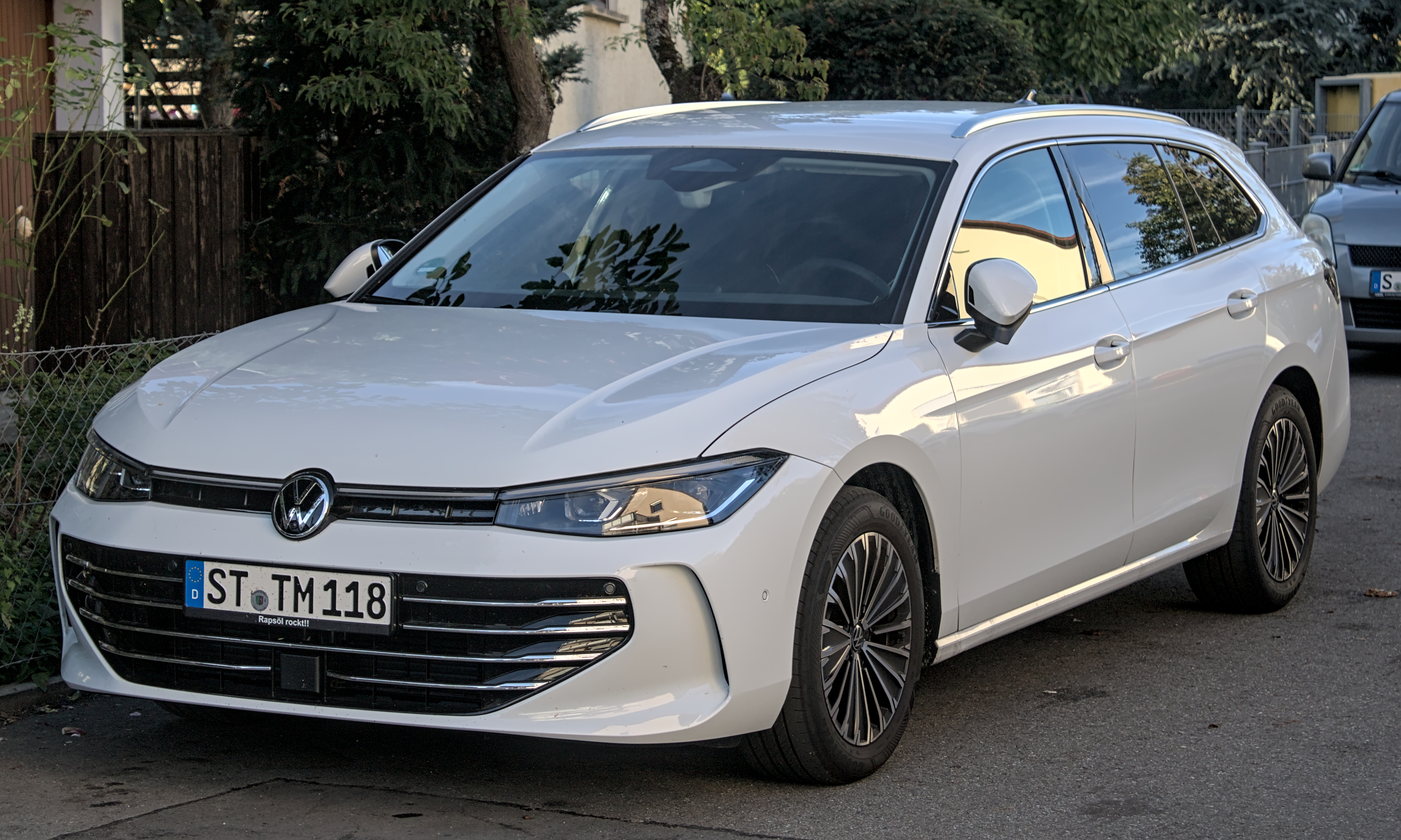
Passat B9, seit 2024
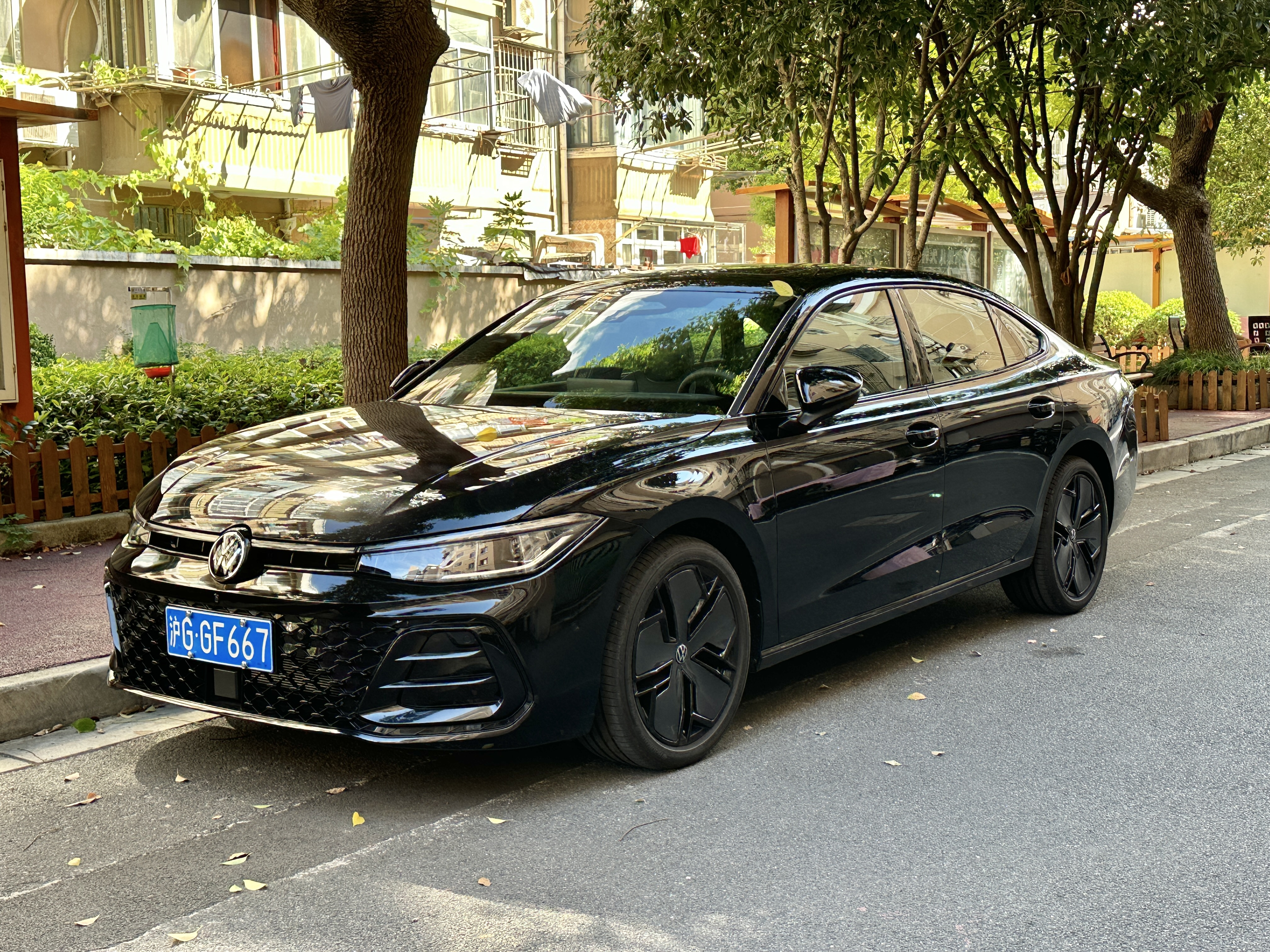
Passat Pro, seit 2024, nur in China

### Entwicklung und Produktion im Wandel
Der Passat ist im Laufe der Weiterentwicklung seiner Generationen stetig gewachsen. Der Passat der neunten Generation (B9) ist mit 4,92 Meter Länge und 1,85 Meter Breite deutlich größer als das erste Modell (Länge 4,20 Meter, Breite 1,60 Meter). Bis April 2007 wurden über fünfzehn Millionen Exemplare des VW Passat, des VW Dasher und des typverwandten VW Santana gebaut. Damit war der Passat 2011 auf Platz neun der am häufigsten gebauten Autos der Welt.
Mitte 2008 wurde mit dem Passat CC eine viertürige „Coupé“-Version auf den Markt gebracht. Sie wurde 2017 durch den Arteon ersetzt.
Die Limousine mit Stufenheck und die Kombiversion Variant wurden weiter angeboten, wobei letztere einen Verkaufsanteil von über 70 % erreichte. 2004 war der VW Passat das in Deutschland am weitesten verbreitete Unternehmens- und Dienstfahrzeug. 86,1 % aller Neuzulassungen in Deutschland waren im Jahr 2011 gewerblich. 2006 wurden insgesamt 124.611 Fahrzeuge neu zugelassen.
In Nordamerika gab es zwischen 2011 und 2021 ein einfacheres und preisgünstigeres Modell, den Passat (NMS) („New Midsize Sedan“). Dieser wurde von der Volkswagen Group of America Chattanooga Operations in Tennessee hergestellt. Dieses Modell wurde ab 2012 auch in China produziert und dort und in Südkorea als „Passat“ verkauft, parallel dazu wird aber auch das europäische Modell als „Magotan“ angeboten. Seit 2018 ist die China-Version eigenständig und somit eine dritte Variante des Passat, jetzt entwicklungstechnisch wieder näher am EU-Passat als die US-Variante (es wird der MQB verwendet). Dieses Modell erhielt 2024 mit dem Passat Pro ein Nachfolgemodell.
Die 2023 vorgestellte neunte Generation wird nur noch als Kombi gebaut. Außerdem wurde die Produktion vom Werk Emden in die Slowakei nach Bratislava verlagert, wo er gemeinsam mit dem Škoda Superb IV gefertigt wird.

## Produktionsorte
Von 1973 bis 1975 wurde der Passat im Volkswagenwerk Salzgitter hergestellt, von 1974 bis 1977 im Werk Wolfsburg. Seit 1977 wird er in Deutschland im Werk Emden sowie seit 1992 im Werk Zwickau gebaut. In Emden wurde ebenso von 2008 bis 2016 der Passat CC/VW CC hergestellt. Seit 2017 wird an seiner Stelle der Arteon gebaut. Mit Einführung der neunten Generation wird die Produktion nach Bratislava verlagert. Stattdessen wird der elektrisch angetriebene VW ID.7 in Emden gefertigt. Der Passat löste ab 1973/74 insbesondere in Niedersachsen den Käfer als Standard-Streifenwagen der Schutzpolizei ab.

## Besonderheiten im Motorbereich
Beim Passat wurde wiederholt die Einbaurichtung des Motors geändert. Bis Baureihe B2 hatte er längs eingebaute Motoren, so dass im B2 die aus der Audi 80/90-Reihe (Typ 81/85) bekannten, für Längseinbau konzipierten Reihenfünfzylindermotoren zum Einsatz kommen konnten. Mit der Baureihe B3/B4 erfolgte der Umstieg auf quer eingebaute Motoren; als Topmotorisierung wurde der für Quereinbau vorgesehene Sechszylinder-VR-Motor entwickelt. Mit dem Modellwechsel zur Baureihe B5 erfolgte wieder der Umstieg auf Längseinbau, so dass der Audi-V6-Motor untergebracht werden konnte. Auch eine W8-Variante, ein Achtzylindermotor, war von 2001 bis 2004 erhältlich (11.000 Fahrzeuge weltweit). Beim Wechsel zur Baureihe B6 erfolgte erneut ein Wechsel zum Quereinbau, weshalb von da an der aktuelle Sechszylinder-VR-Motor die Spitzenmotorisierung darstellte.